# Scardamia nubilicosta
Scardamia nubilicosta là một loài bướm đêm trong họ Geometridae.